# Rocznik Lubelski
«Rocznik Lubelski» (с пол. — «Люблинский ежегодник») — польский научный журнал, исторический ежегодник, в котором публикуются научные статьи, рецензии, материалы по истории Люблинского региона. Выходит с 1958 года в Люблине. Издатель — Польское историческое общество, филиал в Люблине. Главный редактор (с 2020 года) профессор люблинского университета Марии Склодовской-Кюри доктор хабилитированный Лешек Вежбицкий.

## Содержание
Издание адресовано прежде всего любителям региональной истории, академикам[уточнить], а также учителям и любителям истории Люблинщины и земель бывших польских юго-восточных границ и нынешней Западной Украины. На страницах журнала публикуются статьи о событиях, процессах, населённых пунктах и деятелях прошлого Люблинщины, редакторы стремятся передавать информацию в научно-популярном стиле.